# 林園石化廠
林園石化廠為隸屬台灣中油公司石化事業部的石化廠區，位於高雄市林園區林園工業區內，包括了第三套輕油裂解廠（三輕，1979年啟用），第四套輕油裂解廠（四輕，1983年啟用）、新第三輕裂解工場（新三輕、2013年8月啟用），第四媒組工場，第三、第四、第六等三座芳香烴工場及二甲苯分離工場等多個工場。

## 目前生產中之廠間
新第三輕裂解工場（新三輕）
使用原料石腦油、五／六碳烴、液化石油氣，年產乙烯72萬公噸、丙烯37萬公噸、丁二烯13.2萬公噸，氫氣、不飽合九碳烴等。
第三、第六、第七芳香烴工場
使用原料重組油或裂解汽油，生產苯產品、甲苯及混合二甲苯等原料。

## 汙染與工安事件
- 林園事件

2001年6月30日發生火警。
2004年2月10日，第三輕油裂解廠發生大火。
2005年7月1日，三輕廠高壓蒸汽管線發生氣爆。
2013年10月5日，新三輕裂解工場因跳機，燃燒塔冒出熊熊大火與黑煙。
2014年7月14日，新三輕因跳機造成燃燒塔冒出濃濃黑煙，空氣中飄散異味。

## 資料來源
1. ↑  吳晟、吳明益主編 (编). . 有鹿文化. 2011: 199. ISBN 9789866281129.
2. ↑  .   [2014-08-04]. （原始内容存档于2014-08-10）.
3. ↑  . 台灣中油.   [2014-08-04]. （原始内容存档于2014年8月8日）.
4. ↑  .   [2018-04-09]. （原始内容存档于2018-04-09）.
5. ↑  方志賢、曾慧雯. . 自由時報. 2005-07-02  [2014-08-04]. （原始内容存档于2016-03-04）.
6. ↑  林錫淵、周昭平. . 蘋果日報. 2013-10-06  [2014-08-04]. （原始内容存档于2015-09-24）.
7. ↑  王淑芬. . 中央社. 2014-07-14  [2014-08-04]. （原始内容存档于2016-03-04）.